# مقاطعة كامبل (تينيسي)
مقاطعة كامبل (بالإنجليزية: Campbell County, Tennessee)‏ هي إحدى مقاطعات ولاية تينيسي في الولايات المتحدة. ، وتبلغ مساحتها 1290 كم2، بلغ عدد سكانها 40716 نسمة في عام 2010 حسب إحصاء مكتب تعداد الولايات المتحدة وتصل الكثافة السكانية فيها 32 نسمة/كم2.

## أعلام
- هيو بي. ليندسي
- ريموند كانون

## وصلات خارجية
- www.campbellcountytn.gov